# Ittosai Itō
Ittosai Itō (伊東一刀斎, Itō Ittōsai Kagehisa, 1560-1628 ou 1632 selon les sources), né Yagorō Itō, était un samouraï japonais. Il est célèbre pour avoir créé la koryu Ittō-ryū (« l'école d'un seul sabre » ou « l'école d'un seul coup »).

## Biographie
Né à Izu, il apprend le sabre en autodidacte puis reçoit l'enseignement de Jisai Kanemaki de la koryu Chujo-ryu et non pas Shinkage (ce dernier enseigné par les Yagyu).
Il a fondé la koryu Ittō-ryū, à la tête de laquelle lui a succédé Tadaaki Ono.
La légende dit qu'il a participé à trente-trois duels sans en perdre un seul.